# Gastrosporium
Gastrospórium (лат.) — род грибов, входящий в порядок Весёлковые (Phallales).

## Описание
Плодовые тела гастероидные, подземные, шаровидной формы, светло-окрашенные. Глеба у молодых грибов белого цвета, при созревании спор становится оливково-коричневой.
Споры шировидной формы, покрытые мелкими бородавками, светло-коричневого или охристого цвета. Базидии со стеригмами в количестве до 12, неправильной формы.

## Экология
Представители семейства произрастают под землёй, совместно с некоторыми видами злаков.

## Таксономия
Gastrosporiaceae с филогенетической точки зрения близки к Phallaceae. Ранее это семейство относилось в порядок Boletales. Включает один род Gastrosporium.

### Синонимы
- Leucorhizon Velen., 1925

### Виды
- Gastrosporium asiaticum Dörfelt & Bumžaa, 1986
- Gastrosporium simplex Mattir., 1903